# جاك ليون
جاك ليون (بالإنجليزية: William John Lyon)‏ هو سياسي نيوزلندي، ولد في 15 فبراير 1898 بلندن في المملكة المتحدة، وتوفي في 26 مايو 1941 بكريت في اليونان. حزبياً، نشط في حزب العمال النيوزيلندي. وقد انتخب عضو مجلس النواب نيوزيلندا.